# Gorna Oreahovița
Gorna Oreahovița (în bulgară Горна Оряховица) este un oraș în Obștina Gorna Oreahovița, Regiunea Veliko Târnovo, Bulgaria.

## Demografie
Componența etnică a orașului Gorna Oreahovița
     Romi (1,35%)
     Turci (1,56%)
     Bulgari (85,93%)
     Nicio identificare (10,86%)
     Altele (0,27%)
La recensământul din 2011, populația orașului Gorna Oreahovița era de 31.863 locuitori. Din punct de vedere etnic, majoritatea locuitorilor (85,93%) erau bulgari, existând și minorități de turci (1,56%) și romi (1,35%). Pentru 10,86% din locuitori nu este cunoscută apartenența etnică.